# Olivier Ducastel
Olivier Ducastel (Lió, 23 de febrer de 1962) és un director, guionista i editor francès que treballa amb el seu company Jacques Martineau.

## Biografia
Va passar la seva adolescència a Rouen. Després del batxillerat, es va preparar per al concurs de l'IDHEC estudiant cinema i teatre a la Universitat de la Sorbonne Nova. Olivier Ducastel es va incorporar a IDHEC per a la 41a i darrera promoció de la qual es va graduar dirigint un curtmetratge musical, Le Goût de plaire, el 1988.
Després va treballar com a ajudant d'edició amb Jacques Demy, editor de so amb Brigitte Roüan, Youssef Chahine, René Allio, Edwin Baily, Christine Pascal, Tonie Marshall i Patrick Grandperret aleshores editor en cap de Vitali Kanevski. El 1995, va conèixer Jacques Martineau que va escriure el guió de Jeanne et le Garçon formidable. Decideixen fer aquest primer llargmetratge junts.
El 2005, Olivier Ducastel va presidir el jurat del 5è Festival Internacional de Cinema de La Roche-sur-Yon En route vers le monde.

## Filmografia

### Director i guionista
- 1989: Le Goût de plaire (curtmetratge)
- 1998: Jeanne et le Garçon formidable
- 2000: Drôle de Félix
- 2002: Ma vraie vie à Rouen
- 2005: Crustacés et Coquillages
- 2008: Nés en 68
- 2010: L'Arbre et la Forêt
- 2016: Théo et Hugo dans le même bateau, premi del públic als Teddy Awards (Berlinale)[4]
- 2019: Haut-Perchés

### Muntador
- 1991: Comédie d'un soir de Marianne Basler (curtmetratge)
- 1992: Voleur d'images de Bruno Victor-Pujebet
- 1994: Nous, les enfants du XXe siècle de Vitali Kanevski